# Upaya
Upaya är ett begrepp inom buddhismen som refererar till buddhor - och avancerade bodhisattvors förmåga att anpassa sina lärdomar efter mottagarna.
I Alagaddupamasutta berättas det om hur Shakyamuni liknade sina lärdomar med en båt för att ta sig över havet: när resan är klar överges båten för att den inte längre behövs. Eftersom alla buddhor och avancerade bodhisattvors lärdomar således endast är ett medel för att nå målet, spelar det ingen roll om någon av Buddhas lärdomar motsäger en annan eller från en upplysts perspektiv är en felaktig beskrivning av verkligheten. Det som spelar roll är lärdomarnas effektivitet i att få medvetna varelser att nå nirvana, inte att de i sig är sanningar. Buddhor och avancerade bodhisattvor anpassar således sina lärdomar efter lyssnarnas förutsättningar och möjligheter, för att på bästa sätt få dem att nå - eller att komma närmare - nirvana.